# DSA-231
La DSA-231 es una carretera perteneciente a la Red Secundaria de la Diputación Provincial de Salamanca que une las localidades de San Miguel de Valero y El Tornadizo.

## Origen y Destino
La carretera  DSA-231  tiene su origen en San Miguel de Valero en la intersección con la carretera  SA-205 , y termina en el casco urbano de El Tornadizo formando parte de la Red de carreteras de Salamanca.